# Јерменско писмо
Јерменско писмо је алфабет који се од 406/407. године користи за писање на јерменском језику. Изумио га је Свети Месроп Маштоц, јерменски језиковац и црквени вођа који је приликом превођења хришћанских текстова на матерњи језик закључио како се за поједине речи не могу користити писма суседних народа јер им недостају гласови карактеристични за јерменски језик. Зато је измислио писмо под утицајем грчког алфабета. На почетка се састојао од 36 слова, којима су од 10. до 12. века додата још три. Јерменска слова су се све до увођења арапских бројева у 8. и 9. веку била потребна и за писање јерменских бројки.